# Down by Law (band)
Down by Law is een Amerikaanse punkrockband, opgericht in 1989 door voormalig All-zanger Dave Smalley. Hij is het enige overgebleven originele lid. De band heeft negen studioalbums uitgebracht bij onder andere Epitaph Records. Ze bereikten nooit het grote commerciële succes maar hebben binnen de punkbeweging een trouwe schare fans.
In 2003 gingen ze op tijdelijke hiatus, na verscheidene wissels bij de leden. In 2008 kwamen ze terug met nieuw materiaal en in 2009 gingen ze voor het eerst in 6 jaar weer op tour. In 2017 kwam de Punkrockacademyfightsong-bezetting terug samen en sindsdien brachten ze nog een studioalbum en een livealbum uit.

## Leden
Huidige leden
- Dave Smalley - zang, gitaar (1989–heden)
- Sam Williams - gitaar (1994–heden)
- Hunter Oswald - drums (1993-1996, 2017–heden)
- John DiMambro - basgitaar (1994-1999, 2017–heden)

Voormalige leden
- Jaime Pina - gitaar (1989)
- Dave Naz - drums, zang (1989-1993)
- Ed Urlik - basgitaar, zang (1989-1993)
- Chris Bagarozzi - gitaar, zang (1989-1993)
- Mark Phillips - gitaar, zang (1993-1994)
- Pat Hoed - basgitaar (1993-1994)
- Danny Westman - drums (1996-1997)
- Chris Lagerborg - drums (1997-1999; gestorven in 2002)
- Milo Todesco - drums (1999-2003)
- Keith Davies - basgitaar (1999-2003)
- Kevin Coss - basgitaar
- Jack Criswell - drums

## Discografie

### Studioalbums
- Down by Law (1991)
- Blue (1992)
- Punkrockacademyfightsong (1994)
- All Scratched Up (1996)
- Last of the Sharpshooters (1997)
- Fly the Flag (1999)
- Windwardtidesandwaywardsails (2003)
- Champions at Heart (2012)
- All In (2018)
- Quick Hits Live in the Studio (2019)

### Ep's
- Revolution Time (2013)
- Equators (splitalbum met End of Pipe; 2015)

### Verzamelalbums
- Punkrockdays: The Best of Down by Law (2002)